# Jagel
Jagel (dänisch auch: Hjagel) ist eine Gemeinde bei Schleswig im Kreis Schleswig-Flensburg in Schleswig-Holstein.

## Geographie

### Geographische Lage
Das Gemeindegebiet von Jagel liegt im Bereich der weiträumigen Sanderflächen der naturräumlichen Haupteinheit Schleswiger Vorgeest am zerklüfteten Übergang zum Bereich des östlich daran anschließenden Naturraums Schleswig-Holsteinisches Hügelland. Die geologische Karte verzeichnet im Gemeindegebiet die vermutete äußerste Grenze der weichselkaltzeitlichen Vergletscherung.

### Gemeindegliederung
Siedlungsgeographisch lässt sich die Gemeinde in mehrere Wohnplätze gliedern. Neben dem namenstiftenden Dorf befinden sich auch die Häusergruppen Klosterkrug (dänisch Klosterkro) und (teilweise) Mielberg (dänisch Milbjerg) im Gemeindegebiet.

### Nachbargemeinden
Direkt angrenzenden Gemeindegebiete von Jagel sind:
|              | Dannewerk, Busdorf                          | Selk    |
| Klein Rheide | Kompassrose, die auf Nachbargemeinden zeigt | Lottorf |
| Kropp        | Owschlag                                    |         |

## Geschichte
Der Ort wurde erstmals 1180 in der Chronik des Helmold von Bosau als Thievela erwähnt. Im Jahr 1323 findet sich anlässlich einer Schenkung an das St.-Johannis-Kloster vor Schleswig die Namensform Dyauele, später Dyagel und 1575/76 Jagelle. Nach der einen Deutung setzt sich der Ortsname aus altsächsisch thiof für Dieb und -lôh für Wald zusammen (also etwa Diebeswäldchen). Nach einer anderen Deutung stammt der Name aus dem Altnordischen und setzt sich aus Þy für Magd und -vaðill für eine Furt zusammen (etwa Furt der Magd). In beiden Deutungen ist der Name Jagel ein Beispiel dafür, wie weit sich durch lautliche Veränderungen der lexikalischen Elemente ein Ortsname von seiner appellativischen Grundlage entfernen kann.

## Politik

### Gemeindevertretung
Von den elf Sitzen in der Gemeindevertretung hat die Wählergemeinschaft ABJ seit der Kommunalwahl 2023 sieben Sitze und die Wählergemeinschaft KWJ vier.

### Wappen
Blasonierung: „In Grün eine bewurzelte, fruchttragende silberne Doppeleiche, deren beide Äste einen goldenen Adler einschließen, dessen linke Schwinge mit den Federn nach oben weist.“
Die Doppeleiche soll auf den Ortsnamen Bezug nehmen. Der Adler mit den wechselseitig gewendeten Schwingen entstammt dem Wappen der mittelalterlichen Adelsfamilie von Alversdorp. Es ist auf einer Schenkungsurkunde aus dem Jahre 1323 als Siegel bezeugt.

## Kultur und Sehenswürdigkeiten
Bronzezeitliche Spuren finden sich in den nordwestlich gelegenen Tveebargen.
Daneben befindet sich auch ein Abschnitt des historischen Grenzwalls Kograben (dän. Kovirke) als Teil des Danewerks in der Gemeinde.

## Wirtschaft und Verkehr
Im Jahr 2022 erzielte Jagel Einnahmen aus der Gewerbesteuer in Höhe von 336 Tausend Euro. Mit einem Gewerbesteuerhebesatz von 340 % liegt die Gemeinde deutlich unter dem durchschnittlichen Gewerbesteuerhebesatz Deutschlands. Dieser beträgt 407 % (Stand: 2023).
Die Wirtschaft der Gemeinde wird geprägt vom hiesigen Bundeswehr-Standort des Fliegerhorsts Schleswig. Er ist der größte Arbeitgeber im Ort.
Seit jeher ist auch der Kiesabbau von Bedeutung für die Wirtschaft in der Gemeinde. Heute noch prägen Kiesgruben das Landschaftsbild. Eine ehemalige Kiesgrube wird heute nach Installation einer Seilbahn als Sportanlage für Wasserski nachgenutzt.
Daneben ist in der Gemeinde eine Verwertungsanlage für Tierkörper ansässig.
Durch das Gemeindegebiet von Jagel und die zugehörige Dorflage führt die B 77. Die nach der Gemeinde betitelte Anschlussstelle (Nr. 6) an der Bundesautobahn 7 befindet sich in der Gemarkung der Nachbargemeinde Dannewerk. Die Trasse der Autobahn führt östlich am Gemeindegebiet vorbei.